# Towarzystwo Miłośników Muzyki Moniuszki
Towarzystwo Miłośników Muzyki Moniuszki – powołane w 1989 roku przez Marię Fołtyn towarzystwo zrzeszające miłośników muzyki Stanisława Moniuszki. Towarzystwo było organizatorem prestiżowego Międzynarodowego Konkursu Wokalnego im. Stanisława Moniuszki.

## Powstanie
Towarzystwo zostało powołane do życia w grudniu 1988 roku, po tym gdy Maria Fołtyn uzyskała zgodę Ministerstwa Kultury i Sztuki na zorganizowanie Międzynarodowego Konkursu Wokalnego im. Stanisława Moniuszki, jednocześnie otrzymując nominację na stanowisko dyrektorki artystycznej wydarzenia.
Pierwszym celem Towarzystwa Miłośników Muzyki Moniuszki (TMMM) była organizacja Konkursu i promowanie muzyki Moniuszki na świecie. Pierwszy, historyczny zjazd towarzystwa odbył się 1 maja 1989 roku, wtedy też wyłoniono władze Towarzystwa. Prezeską została Maria Fołtyn, wiceprezesami Barbara Zagórzanka i Wojciech Adamczewski, sekretarzem Antoni Wicherek, a skarbnikiem Eugenia Stępniewska.

## Prezesi
- Maria Fołtyn (1989-2012)
- Tadeusz Deszkiewicz (2013-2017)
- Jolanta Roztworowska (2017-2022)
- Jolanta Pszczółkowska-Pawlik (od 2023)[3]